# Stryjów
Stryjów – wieś w Polsce położona w województwie lubelskim, w powiecie krasnostawskim, w gminie Izbica.
Sthryow był wsią starostwa krasnostawskiego w 1570 roku. W latach 1975–1998 miejscowość administracyjnie należała do województwa zamojskiego.
Wieś znajduje się na terenie Skierbieszowskiego Parku Krajobrazowego. 
Wieś stanowi sołectwo gminy Izbica. Według Narodowego Spisu Powszechnego (III 2011 r.) wieś liczyła 437 mieszkańców.
Wierni Kościoła rzymskokatolickiego należą do parafii św. Kajetana w Orłowie Murowanym.

## Historia
Pierwsza wzmianka o wsi pochodzi z 1396 r., kiedy to należeć miała do marszałka Dymitra z Goraja, o czym mówi akt nadania ziemi bełskiej księciu mazowieckiemu
Ziemowitowi IV. Niedługo potem wieś włączono do starostwa krasnostawskiego. W 1539 znajdowała się w zastawie u Stanisława Rzeszowskiego wojskiego chełmskiego, który w tymże roku zamienił ją z hetmanem Janem Tarnowskim na inne jego dobra ziemskie w powiecie pilzneńskim województwa sandomierskiego.
W 1552 r. zabezpieczone na wsi sumy zastawne hetman odstąpił kanclerzowi Janowi Ocieskiemu. Następnie Stryjów wrócił do dóbr królewskich, o czym stwierdza lustracja z 1564/65 r. Wykazuje ona 27 kmieci na półłankach, 3 zagrodników, 2 karczmarzy, a także folwark starościński.
Spis poborowy z 1578 r. mówi ponadto o 15 łanach (252 ha) gruntów uprawnych wsi. Własność królewską Stryjów stanowił do końca XVIII w., po czym w XIX i początkach XX w. dziedzicami jej byli hrabiowie Smorczewscy. W trakcie I wojny światowej do dóbr tarnogórskich Feliksa Smorczewskiego.
W 1880 r. wieś liczyła 57 domów i 450 mieszkańców, zaś według spisu z r. 1921 (wówczas w powiecie krasnostawskim) już 86 domów oraz 505 mieszkańców, w tym 12 Żydów.

## Zabytki
- Zachowany pałac Smorczewskich i przełomu XIX i XX wieku, rozbudowany z dworu z I połowy XIX w, z parkiem według projektu Waleriana Kronenberga